# Quinsac (Dordogne)
Quinsac – miejscowość i gmina we Francji, w regionie Nowa Akwitania, w departamencie Dordogne.
Według danych na rok 1990 gminę zamieszkiwało 421 osób, a gęstość zaludnienia wynosiła 24 osób/km² (wśród 2290 gmin Akwitanii Quinsac plasuje się na 774. miejscu pod względem liczby ludności, natomiast pod względem powierzchni na miejscu 633.).